# LeBaron-Clan
Der LeBaron – Clan, Eigenbezeichnung Church of the Firstborn (dt.: Kirche des Erstgeborenen) ist eine mormonische Denomination, die hauptsächlich aus Mitgliedern der Familie LeBaron besteht und die Polygamie praktiziert. Ihr bekanntestes Mitglied war Ervil LeBaron, der zahlreiche Befehle zur Ermordung rivalisierender Polygamisten gab und deshalb „Mormon Manson“ genannt wurde.

## Entstehung

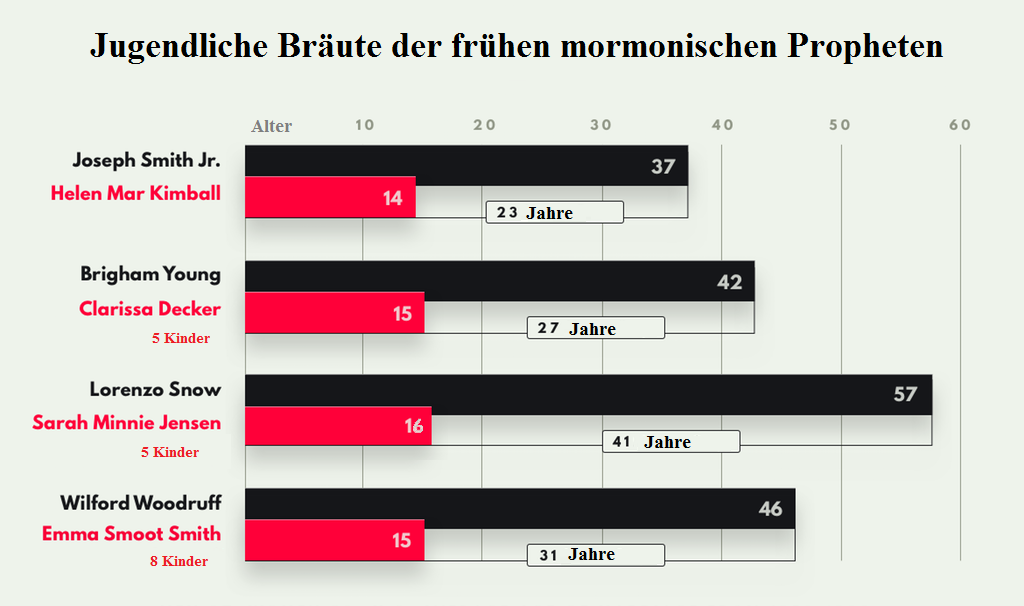
Diese Tabelle zeigt die frühen mormonischen Propheten und einige ihrer zusätzlichen, meist sehr jugendlichen Ehefrauen. Das gewöhnliche Heiratsalter von Frauen in den USA war in den Jahren 1850 bis 1880 genau 23 Jahre.

In den 1880er Jahren gingen die staatlichen Autoritäten verstärkt gegen die mormonische Polygamie in Utah vor. 1882 und 1887 wurden Bundesgesetze gegen diese Praxis erlassen: der Edmunds Anti-Polygamy Act und der Edmunds-Tucker Act, der erst 1978 wieder aufgehoben wurde, machten Polygamie strafbar. Nachdem am 19. Mai 1890 ein Urteil des Supreme Court den gesamten mormonischen Kirchenbesitz einziehen ließ, legte der Kirchenpräsident Wilford Woodruff am 6. Oktober 1890 den Kirchenmitgliedern nahe, auf „jede Eheschliessung, die durch die Gesetze des Landes verboten ist“, zu verzichten. Diese Entscheidung wurde aber nicht von allen Mormonen mitgetragen, bereits am 27. September 1886 behauptete der dritte Präsident der Mormonenkirche, John Taylor, er habe eine Offenbarung empfangen, wonach an der Polygynie um jeden Preis festzuhalten sei. Er prophezeite auch, dass am Ende der siebten Präsidentschaft der Kirche der „eine Mächtige und Starke“ erscheinen werde, dessen Ankunft Joseph Smith im Buch „Lehre und Bündnisse“ ankündigte und die Mormonen anführen werde. Der 27. September 1886 ist für fundamentalistische Mormonen seitdem ein heiliger Tag.
Daraufhin bildeten sich in Mexiko Kolonien von Mormonen, die an der Polygamie festhalten wollten. Die erste Kolonie wurde 1886 250 Kilometer von Ciudad Juárez entfernt gegründet und Colonia Juarez genannt. 1902 ließ sich das erste Mitglied der LeBaron – Familie dort nieder. 1944 gründete Alma Dayer LeBaron in der Nähe der Siedlung seine Colonia LeBaron, in der er polygame mormonische Fundamentalisten sammelte, die dort von Landwirtschaft lebten. Die Gruppe hatte zunächst Kontakte zu den Apostolic United Brethren, einer anderen Fundamentalistengruppe, deren Anführer Rulon C. Allred fand 1947, als er nach einer Verurteilung wegen Polygamie in Utah einen Hafturlaub zur Flucht nutzte, zeitweise bei den LeBarons Unterschlupf. 1944 wurden Alma Dayer LeBaron und mehrere seiner Söhne, darunter Joel und Ervil, von der mormonischen Hauptkirche wegen praktizierter Polygamie ausgeschlossen.

## „Mormon Manson“
Alma Dayer LeBaron hatte sieben Söhne. Drei von ihnen behaupteten, der in „Lehre und Bündnisse“ angekündigte „eine Mächtige und Starke“ zu sein. Der älteste, Benjamin, legte sich Anfang der 1950er Jahre auf eine Straßenkreuzung in Salt Lake City und machte zweihundert Liegestütze, um seinen Anspruch auf diesen Titel zu untermauern. Er wurde wenig später in das Utah State Mental Hospital eingewiesen. Die Führung der Gruppe wurde nun von den zwei Brüdern Joel und Ervil LeBaron beansprucht. Joel LeBaron galt als sanft und liebenswürdig, Ervil hingegen als jähzornig und gewalttätig. 1969 schloss Joel seinen Bruder wegen Ungehorsams aus der von ihm 1963 gegründeten „Church of the Firstborn of the Fulness of Times“ aus, die etwa 200 polygamistische Mitglieder hatte. Ervil gründete daraufhin in San Diego in Kalifornien seine eigene Sekte, die er „Church of the Firstborn of the Lamb of God“ nannte. Zu seinen Gefolgsleuten gehörte auch eine Handvoll von Nichtmitgliedern der Familie. Nachdem er mindestens fünf Morde an anderen Fundamentalisten in Auftrag gegeben hatte, darunter seinem Bruder Joel, der 1972 auf Befehl Ervils ermordet wurde wurde er 1976 in Mexiko verhaftet. Er konnte aus dem Gefängnis heraus aber seine Anhänger über ein Postfach in Südkalifornien zunächst weiter steuern. 1976 verbreitete er Morddrohungen gegen den Präsidentschaftskandidaten Jimmy Carter. Ein Jahr später wurde er, nach offizieller Erklärung „aus Mangel an Beweisen“, vermutlich aber infolge von Bestechung, aus dem mexikanischen Gefängnis entlassen. 1979 wurde er erneut verhaftet, an die USA ausgeliefert und zu einer lebenslangen Freiheitsstrafe verurteilt. Er starb am 17. August 1981 im Gefängnis, vermutlich an einem Herzinfarkt.
Als „letzten Willen“ hinterließ Ervil LeBaron ein 400 Seiten langes Manifest mit dem Titel „The Book of the New Covenants“. In ihm beschrieb er in einer teilweise nur ihm selbst verständlichen Sprache, wer ihn wie verraten hatte und dafür den Tod verdiente. Hierbei berief er sich auf die von Brigham Young entwickelte Doktrin von der „Blutsühne“, wonach bestimmte Verbrechen aufgrund ihrer Schwere nur durch das Blut des Sünders gesühnt werden können. Die LeBaron-Familie bezahlte für den digitalisierten Druck dieses Dokuments 3000 $. Etwa 20 Exemplare dieser Schrift gelangten in die Hände seiner ergebensten Anhänger, die größtenteils gleichzeitig seine Kinder waren: LeBaron hatte 54 bekannte Kinder von 13 Ehefrauen. Unter der Führung eines Sohns Ervils, Aaron LeBaron, töteten er und seine Geschwister 1987 zwei Männer und am 27. Juni 1988, dem 144. Todestag Joseph Smiths, drei weitere Personen auf der Liste. Weil alle Morde exakt um 4.00 Uhr nachmittags, dem Todeszeitpunkt Joseph Smiths, verübt wurden, nannten die Medien sie die „Vier – Uhr – Morde“ (Four O'Clock Murders), die acht Jahre alte Tochter des ermordeten Duane Chynoweth, Jennifer, wurde ebenfalls getötet. Sechs Kinder Ervils wurden daraufhin in Utah in Fürsorgeerziehung genommen, konnten aber im Herbst 1989 entkommen. 1993 wurden zwei Söhne und eine Tochter Ervils wegen Beteiligung an diesen Morden zu lebenslangen Haftstrafen verurteilt. Zwei Jahre danach wurde Aaron LeBaron, der sich in Mexiko aufhielt, nach Utah ausgeliefert und 1997 zu 45 Jahren Haft wegen der Planung der Taten verurteilt. Der Aufenthaltsort weiterer Kinder LeBarons, die an den Morden untergeordnet beteiligt waren, bleibt unbekannt.
Insgesamt schätzen Ermittler, dass die Gruppe in den Vereinigten Staaten und Mexiko 25 bis 30 Morde begangen hat, hinzu kamen etwa 200 Autodiebstähle, die gestohlenen Autos, meist Modelle mit Allradantrieb wurden anschließend in Mexiko für um die 10.000 $ verkauft.
Eine Tochter, Anna LeBaron, trennte sich von der Sekte und machte ihre Geschichte öffentlich.

## Nach den Gerichtsurteilen
Angehörige der LeBaron – Familie leben heute noch in Mexiko und führen die „Church of the Firstborn“ weiter. 2009 wurde eine Farm, die von ihnen betrieben wird, von Drogenkartellen überfallen, die ein Familienmitglied als Geisel nahmen und Lösegeld forderten. Nach Protestkundgebungen in der Provinzhauptstadt Chihuahua wurde die Geisel aber freigelassen 2017 kam es zu einem Konflikt mit benachbarten Farmern um Wasserrechte, eine NGO warf den LeBarons vor, unter Verletzung eines Vertrags aus dem Jahr 1957 hunderte illegaler Brunnen gebaut zu haben. 2019 wurden erneut neun Angehörige des LeBaron – Clans erschossen
Die „Church of the Firstborn of the Lamb of God“ wird von öffentlichen Behörden aufgrund ihrer Gewalttätigkeit nicht als religiöse Gruppierung anerkannt. Von der mormonischen Hauptkirche werden ihre Mitglieder heute wie alle Polygamisten exkommuniziert. Aufgrund von Kindesmissbrauch und Gewalt gegen Frauen wird die Gruppe von der Kinderfürsorge und von Frauengruppen bekämpft.